# Муратпаша (квартал в Байрампаша)
„Муратпаша“ (на турски: Muratpaşa) е квартал на Истанбул, разположен в околия Байрампаша. Общата му площ е 0,81 км2. Според данни на Адресната система за регистриране на населението (ABPRS) към 2023 г. населението на „Муратпаша“ е 33 213 жители.